# غاي وان
غاي وان (بالإنجليزية Gaiwan)- هو وعاء صيني، له غطاء، ولكن ليس له مقبض،يُستخدم لنقع أوراق الشاي وتناول الشاي. تم اختراعه في عهد أسرة مينغ.  يتكون من وعاء وغطاء وصحن. 

## التاريخ
قبل عهد أسرة مينغ (1368–1644)م، كان الشاي يُشرب عادةً في الوعاء الذي يُحضَّر فيه. وهو كما وصفه سيد الشاي لو يو، لا بد أن يكون كبيرًا بما يكفي لاستيعاب أدوات وعمليات تحضير الشاي، مع أنه كان مضغوطًا بما يكفي ليتم حمله بشكل مريح في اليدين للتناول. كان المصطلح المستخدم لوصف هذه القطعة متعددة الاستخدامات من المعدات هو "تشا وان chawan " (والذي يعني حرفيًا، "وعاء الشاي"). وخلال عهد أسرة مينغ، أدت الابتكارات في كل من طقوس الشاي وإعداده إلى ظهور "الغاي وان".

## التصميم
يتكون الغاي وان من ثلاث قطع: صحن ووعاء وغطاء. والتي من الممكن تصنيعها من مجموعة متنوعة من المواد، بما في ذلك الخزف والزجاج.  تحظى أواني الغاي وان المصنوعة من طين ييشينغ أو اليشم بتقدير خاص من قبل هواة جمع أدوات الشاي. وهي عادة ما تكون صغيرة الحجم، إذ يبلغ حجمها حوالي 100-150 ملم. 
وقد أسفرت عملية التنقيب الأخيرة في مقبرة أميرية تعود إلى عهد أسرة مينغ عن أول مثال بقي على قيد الحياة حتى العصر الحديث، والمتمثل في نوع من مجموعة الغاي وان المعروفة من لوحات القرن الخامس عشر. حيث يوجد كوب من خزف جينغدتشن الصيني باللونين الأزرق والأبيض ، له حامل فضي وغطاء ذهبي (يعود تاريخه إلى عام 1437م)، وكلها مزينة بتنانين. ويرجح أن العديد من هذه المجموعات كانت موجودة، لكن إعادة تدوير العناصر المعدنية الثمينة كان مغريًا للغاية في مرحلة ما، فلم يتبق سوى أكواب الخزف.

## الوظائف

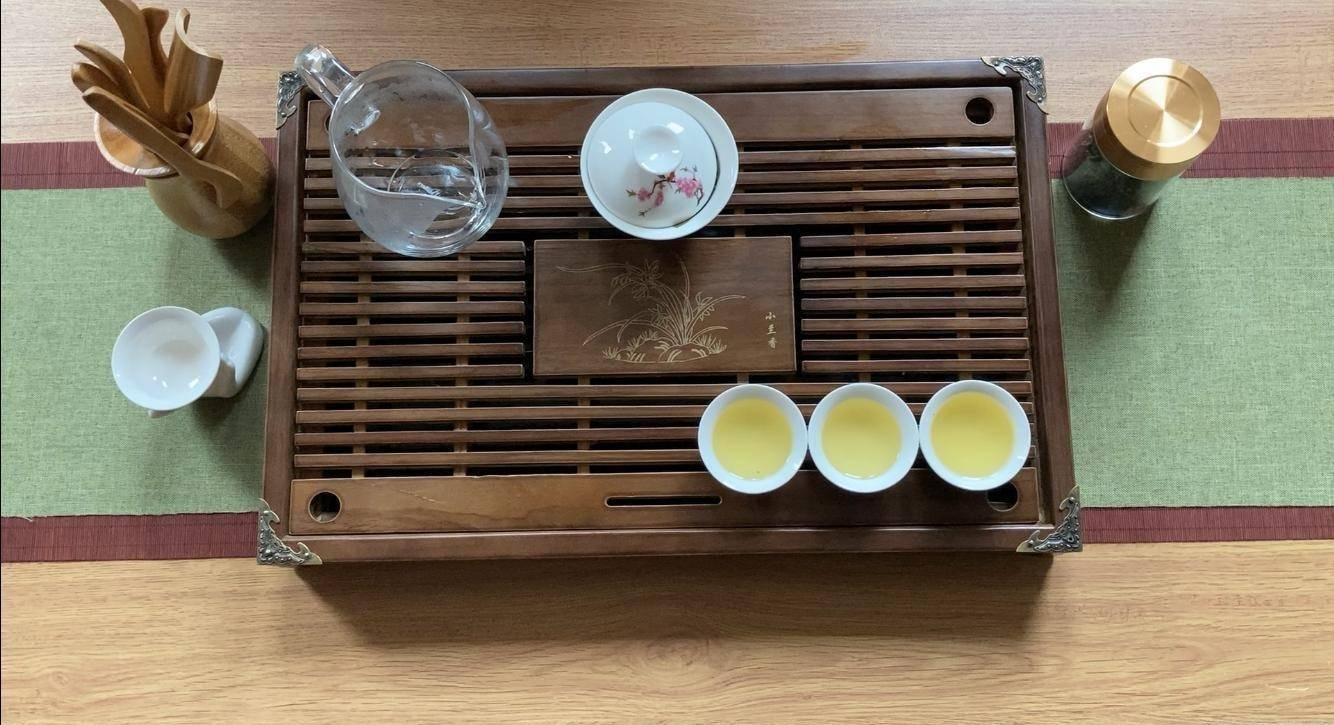

يُعد الغاي وان مناسبًا جدًا، من أجل تخمير الشاي ذي النكهات والروائح المضبوطة، مثل الشاي الأخضر والشاي الأبيض.  يُلاحظ أيضًا أن الغاي وان له استخدامات عدة، حيث يُستخدم في تحضير منقوع شاي أولونغ، بسبب خاصية هذا الشاي والمتمثلة في إمكانية نقعه عدة مرات، وإن كان الغاي وان مناسب لأي نوع من أنواع الشاي. كما يتميز الغاي وان بأنه مناسبًا في عملية تذوق الشاي بسبب سطحيه المفتوح والمزجج: حيث يسمح السطح الأول برؤية الشاي أثناء التخمير، أما الأخير فيمنع تغيير نكهة ورائحة الشاي أثناء التخمير. يسمح غطاء الغايوان بنقع الشاي مباشرة في الوعاء وشربه بشكل مباشر من الوعاء (تقليديًا يستخدام الغطاء لصد الأوراق، لسهولة التناول)، أو صبه في وعاء آخر. 
الغاي وان هو الطريقة المفضلة لتحضير الشاي الأخضر والأبيض، لما له من قدرة، بوصفه مصنوع من الخزف، على امتصاص الحرارة مع عدم الإضرار بالشاي. في حين أن أواني الغاي وان تعتبر أقل ملاءمة للشاي الأسود، لأن الغطاء الكبير يسمح بتسريب الحرارة بسرعة كبيرة أثناء عملية النقع. وهي منتشرة بشكل خاص في شمال الصين للاستمتاع بالشاي المعطر مثل شاي الياسمين.

## طريقة الاستخدام

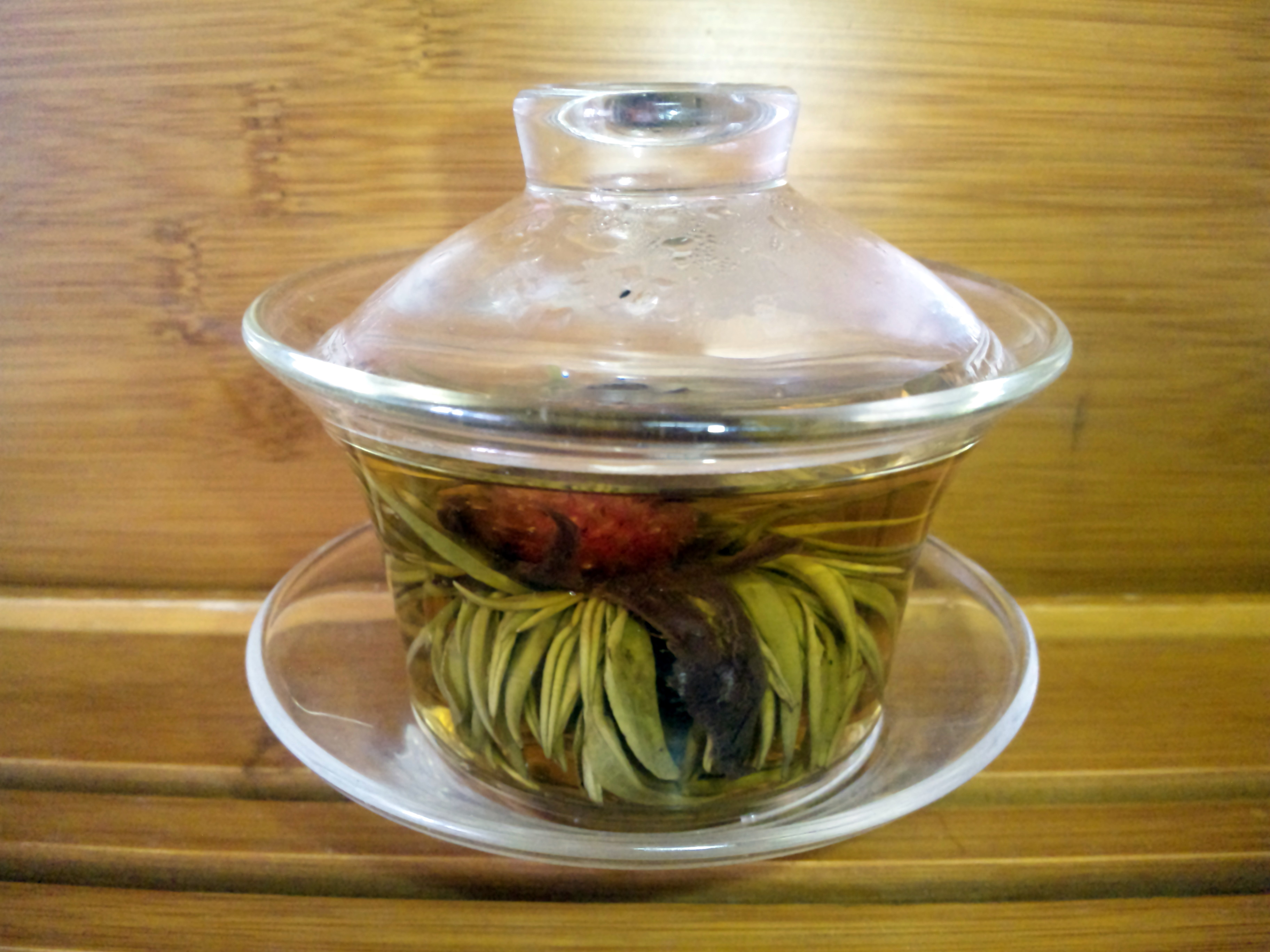

وعن طريقة استخدام طقم الغاي وان الصيني، فغالبًا ما يتم حمل القطع الثلاث في وقت واحد بكلتا اليدين. حيث يتم حمل الصحن بأصابع اليد اليمنى، في حين يستقر الإبهام على حافة الوعاء. ثم يًمسك الغطاء باليد اليسرى، والذي يستخدم في تنظيف أوراق الشاي قبل شربه. ربما يتطلب الأمر بعض التدريبات للقيام به، لأن المشروب يكون ساخنًا.

## معرض الصور

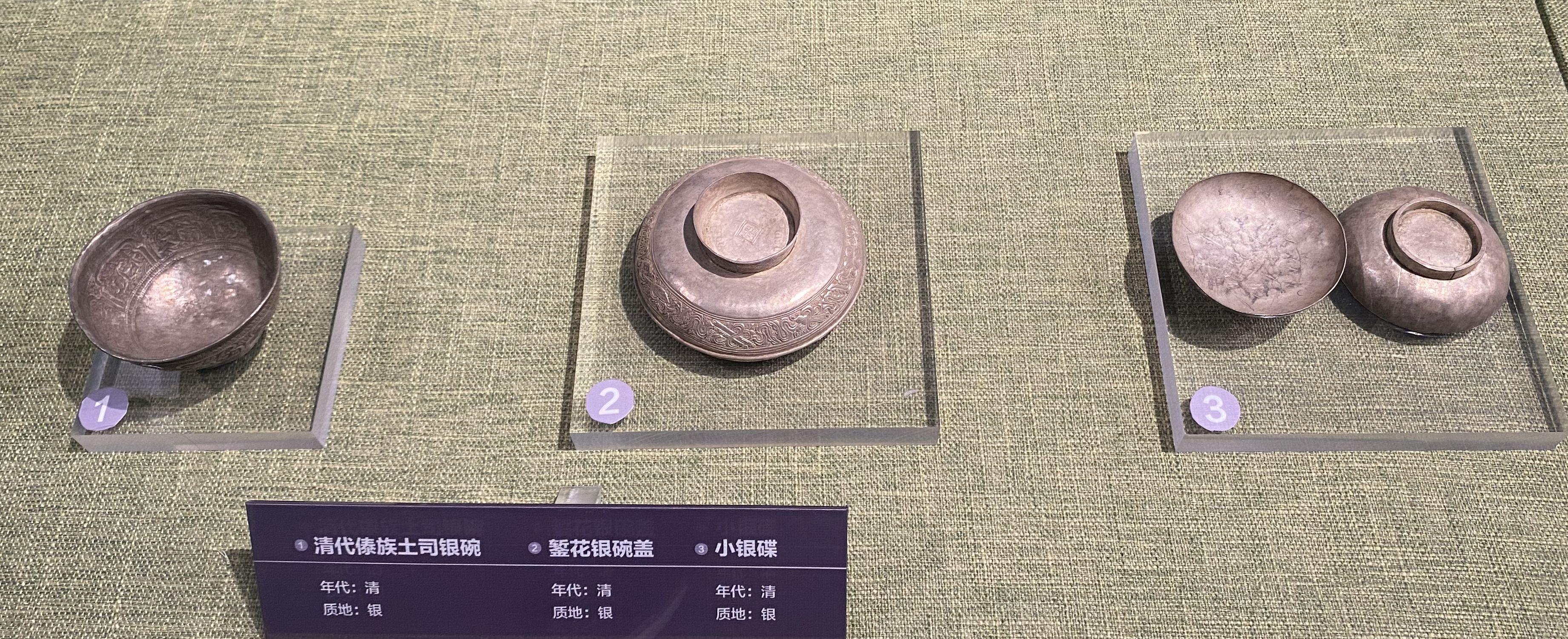
غاي وان معدني من عهد أسرة تشينغ
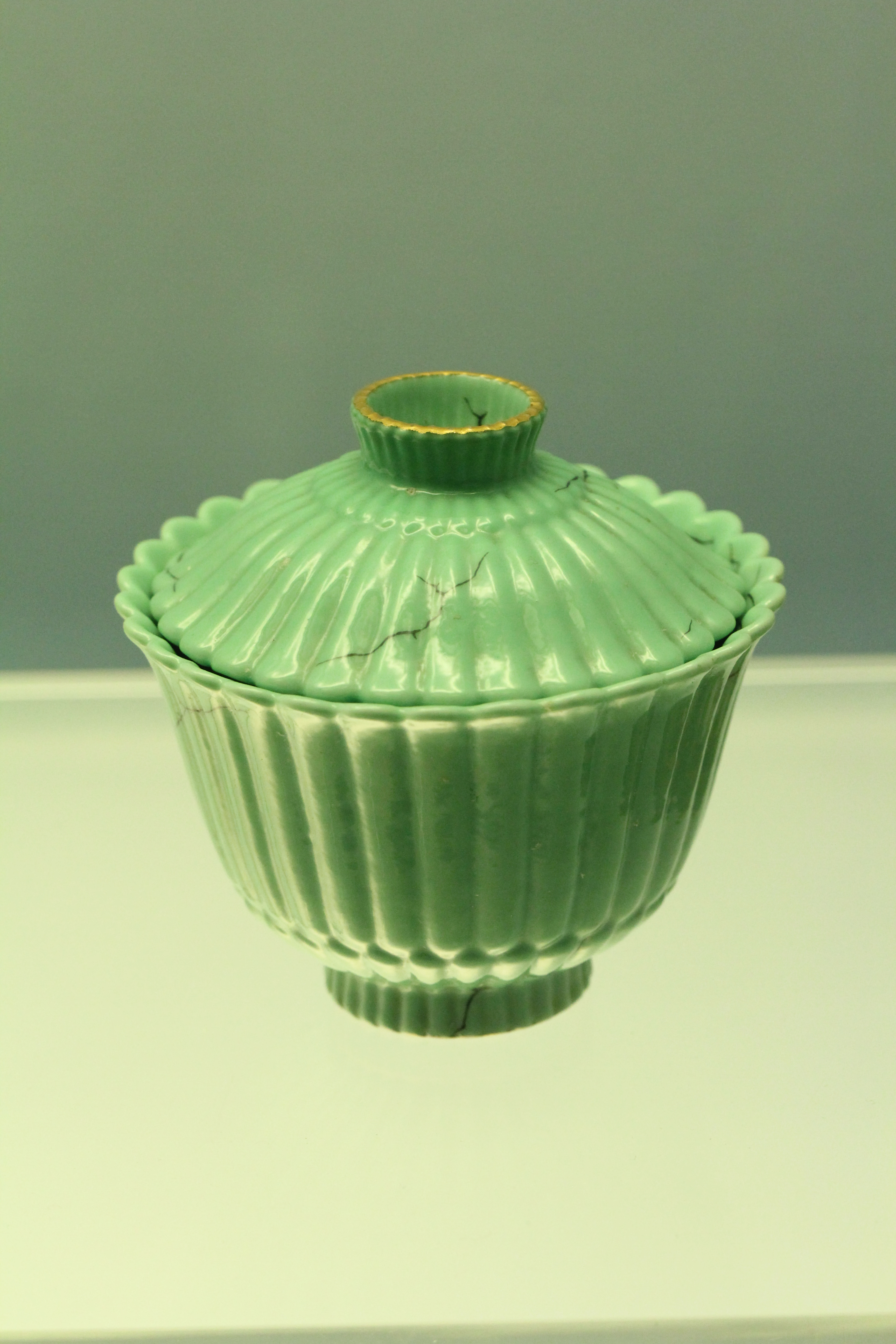
خزف جينغدتشن ، عهد تشيان لونغ (1736-1795)، أسرة تشينغ.
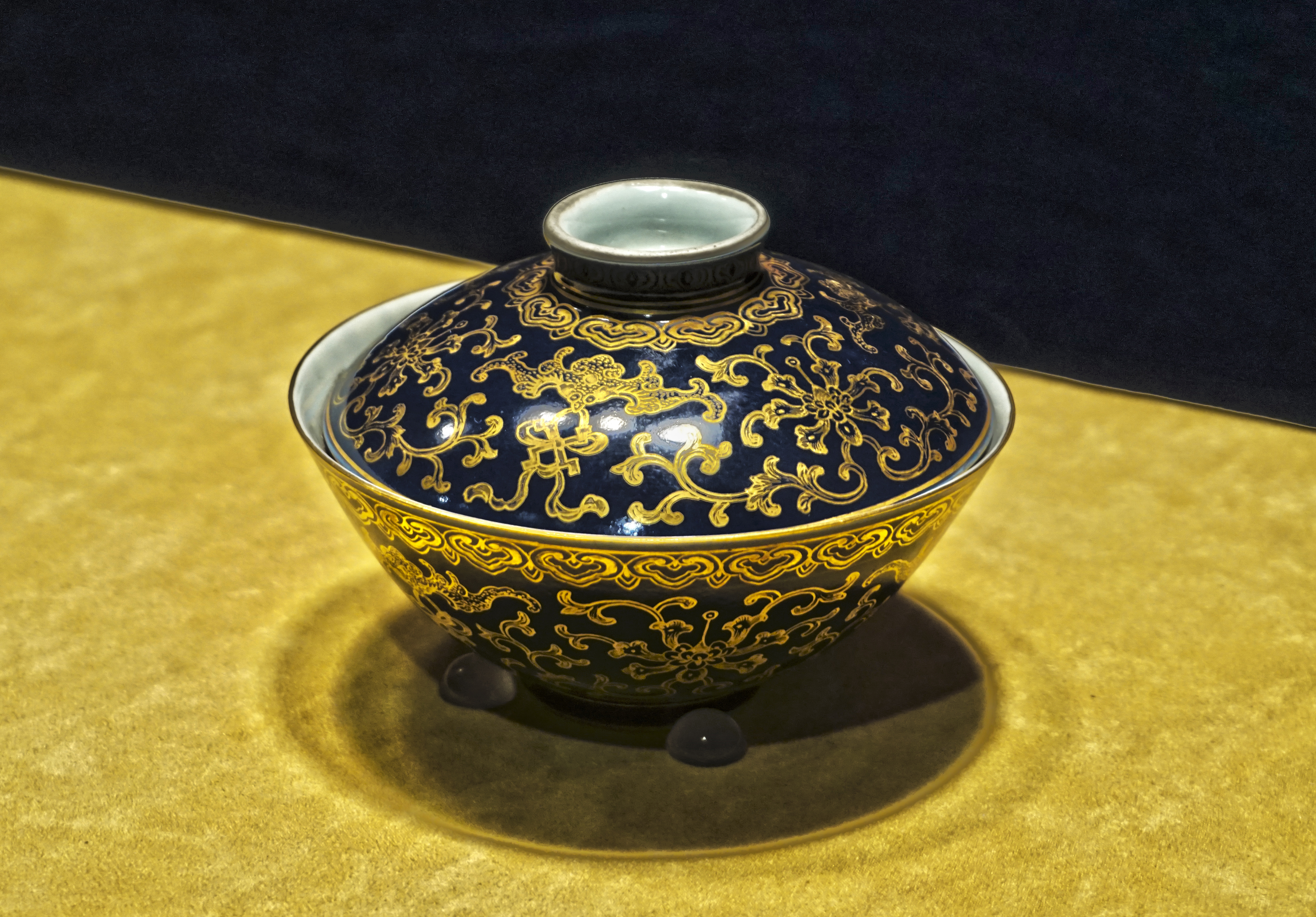
غاي وان مذهّب من عهد أسرة تشينغ ، ذو أرجل.
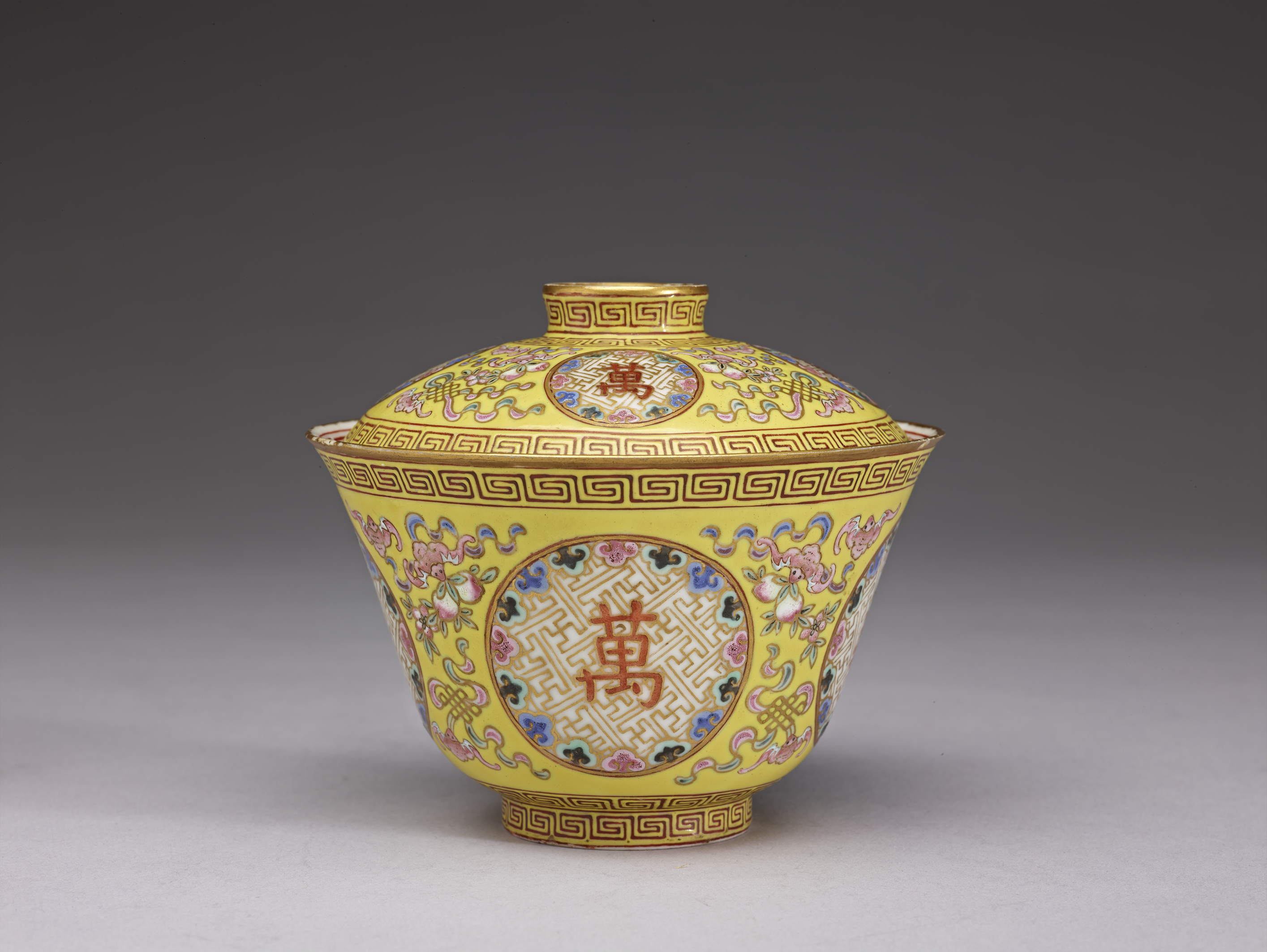
غاي وان، بورسلين تونغزي (القرن السابع عشر، بين عامي 1862 و1874، أسرة تشينغ ).
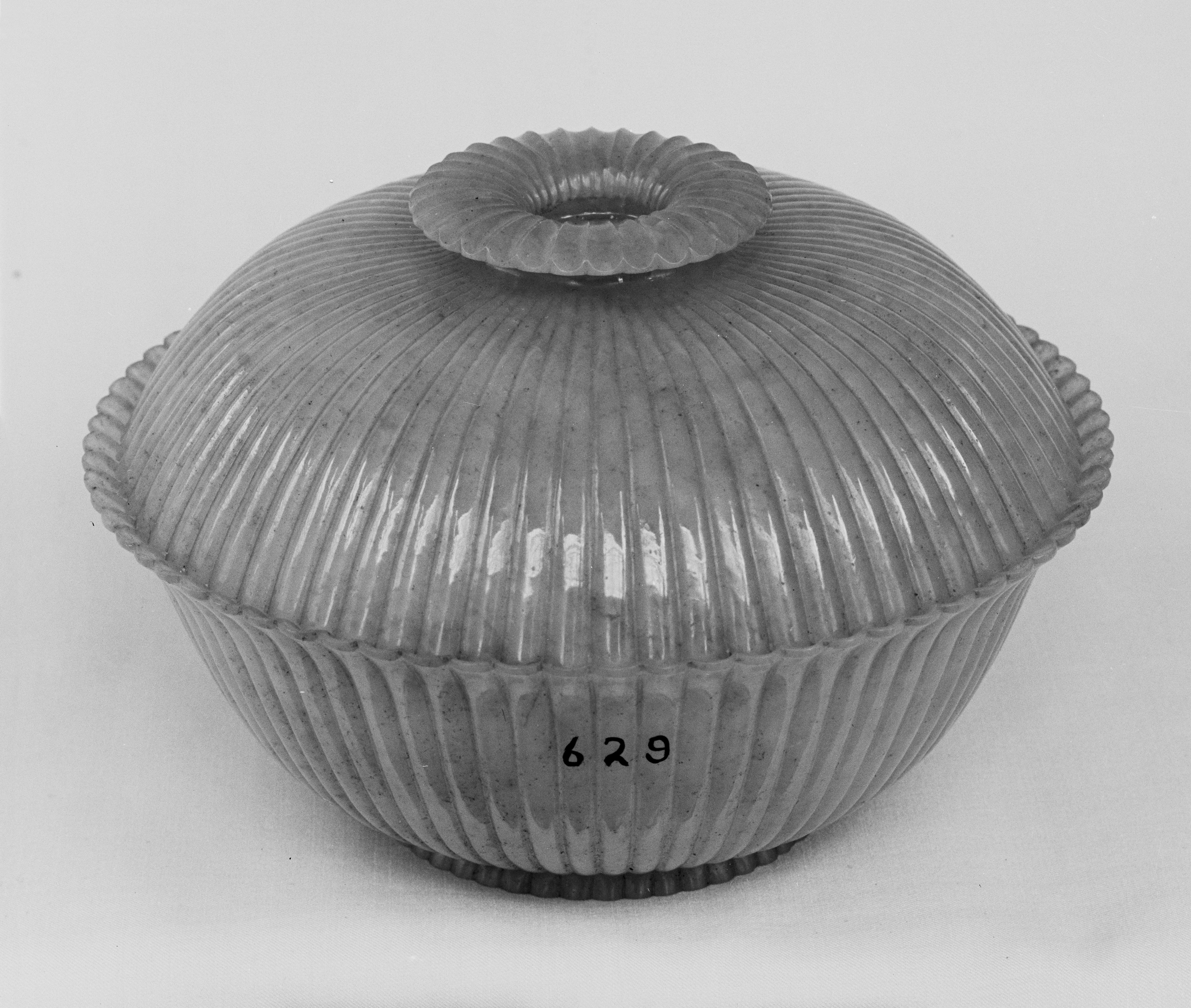
غاي وان من القرن الثامن عشر منحوت من اليشم النفريت
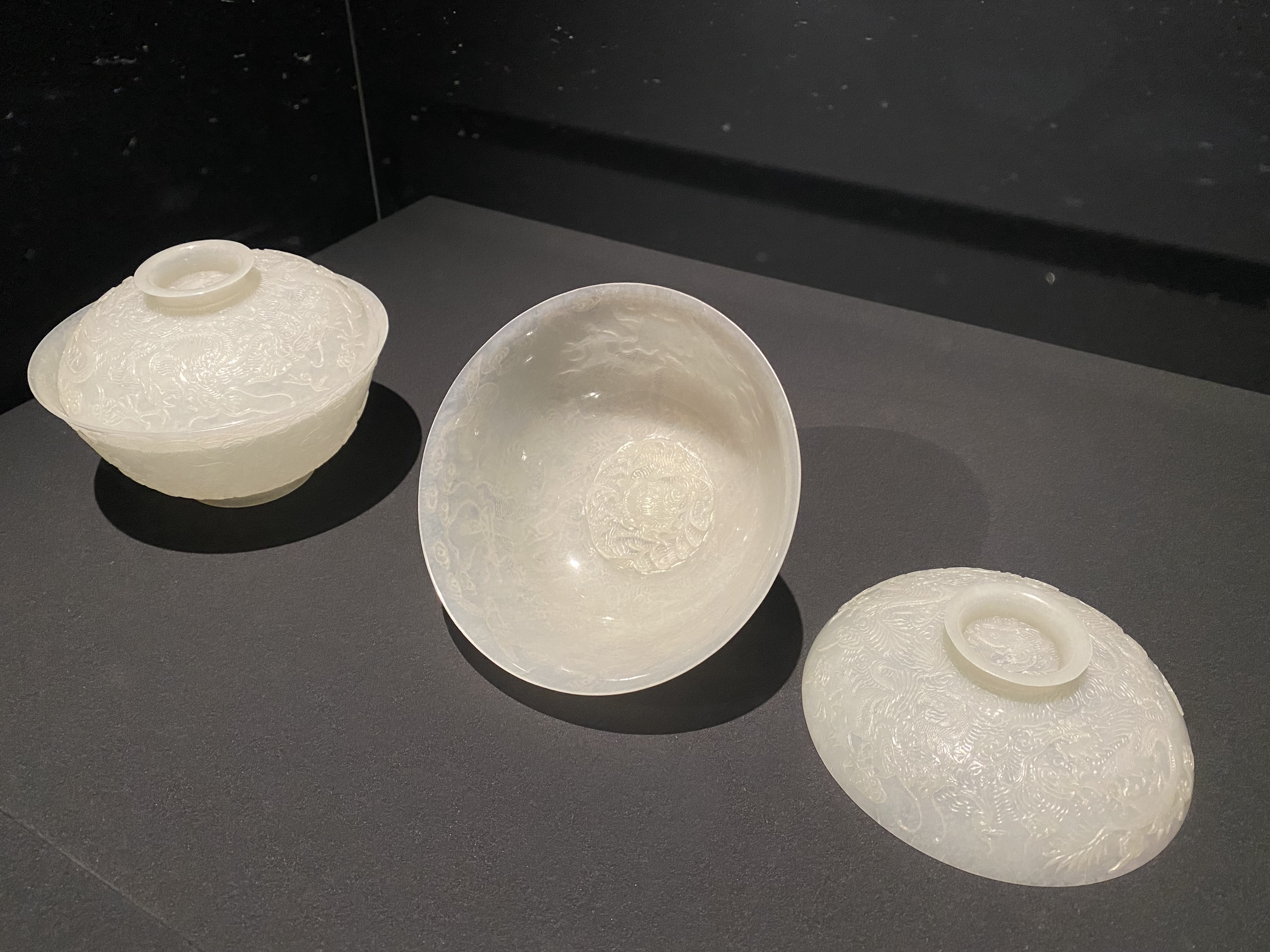
غاي وان من القرن التاسع عشر منحوتة من اليشم النفريت
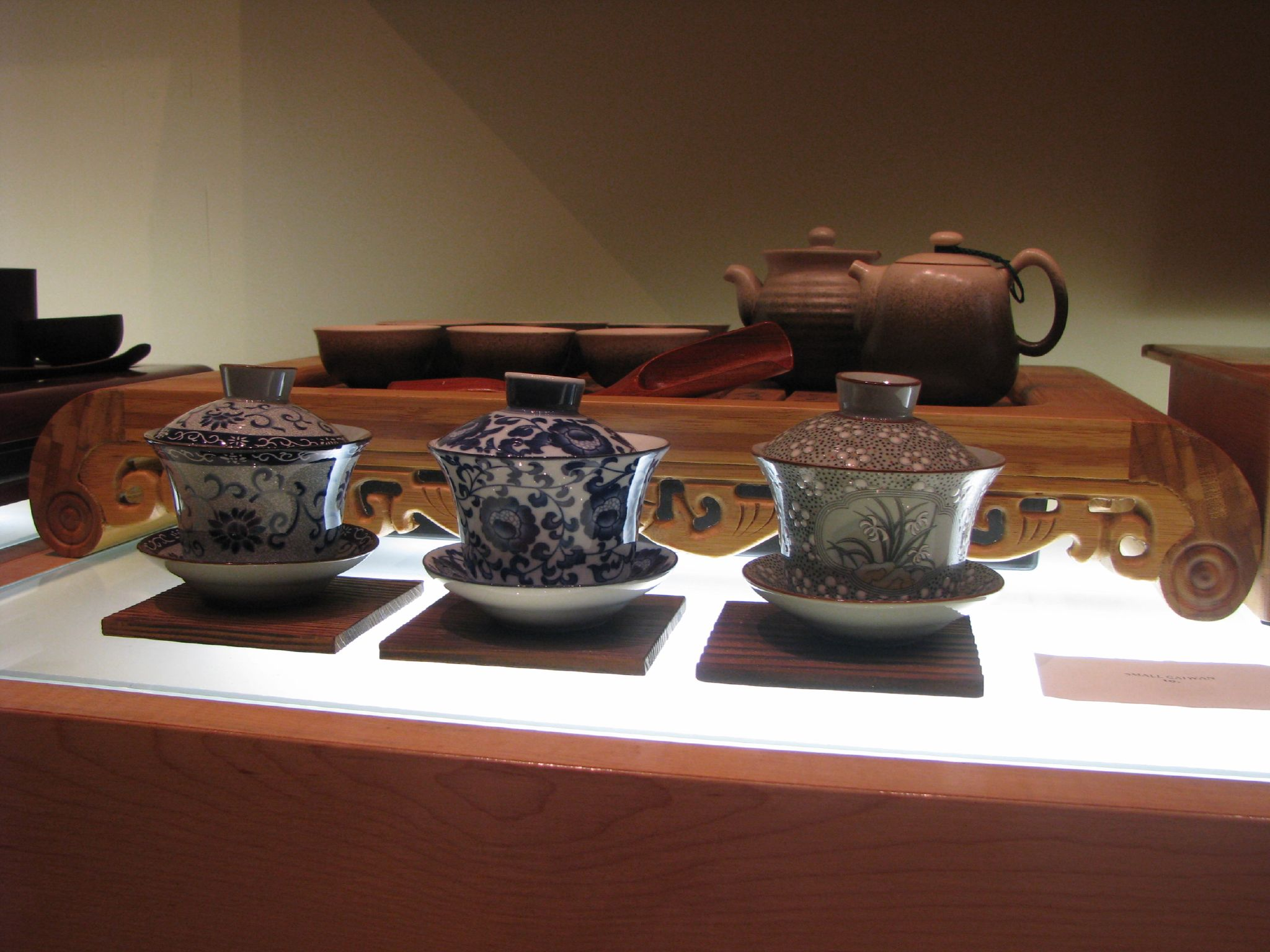
ثلاثة من الغاي وان أمام صينية شاي تحمل مجموعة شاي
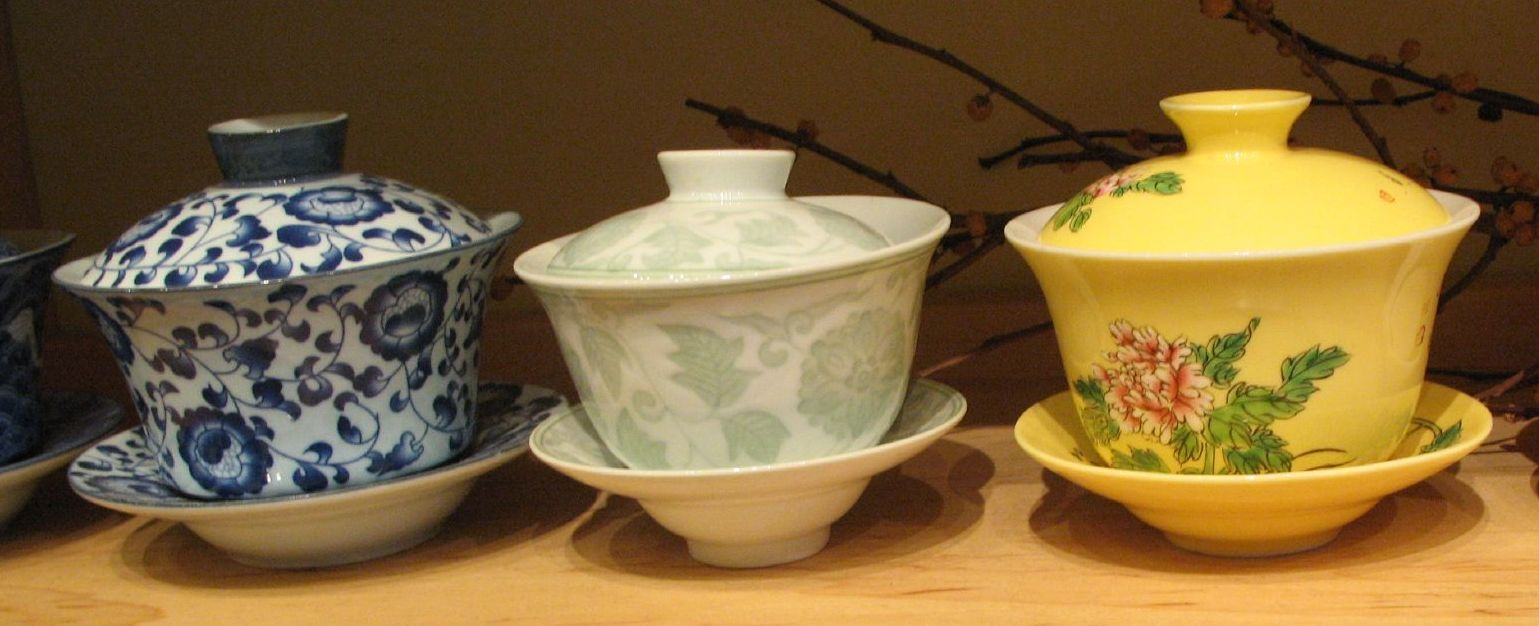
وعاء غاي وان الصيني
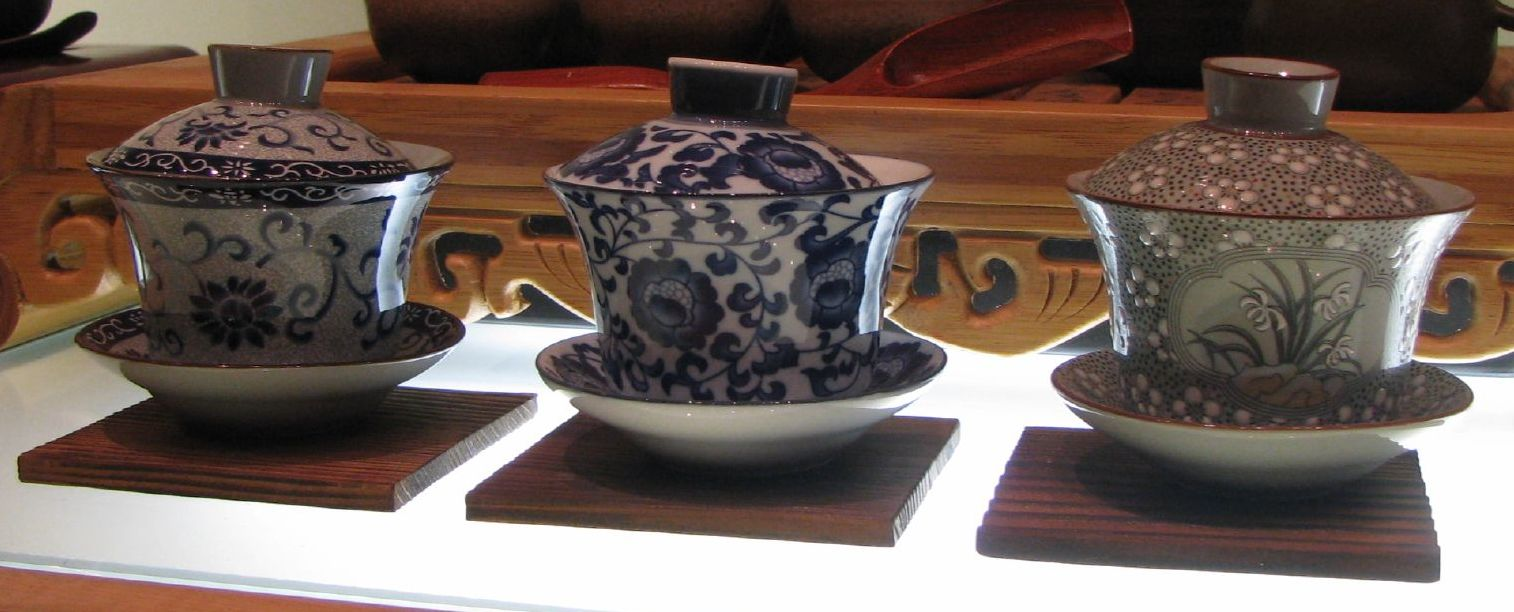
مجموعة من الغاي وان الصيني

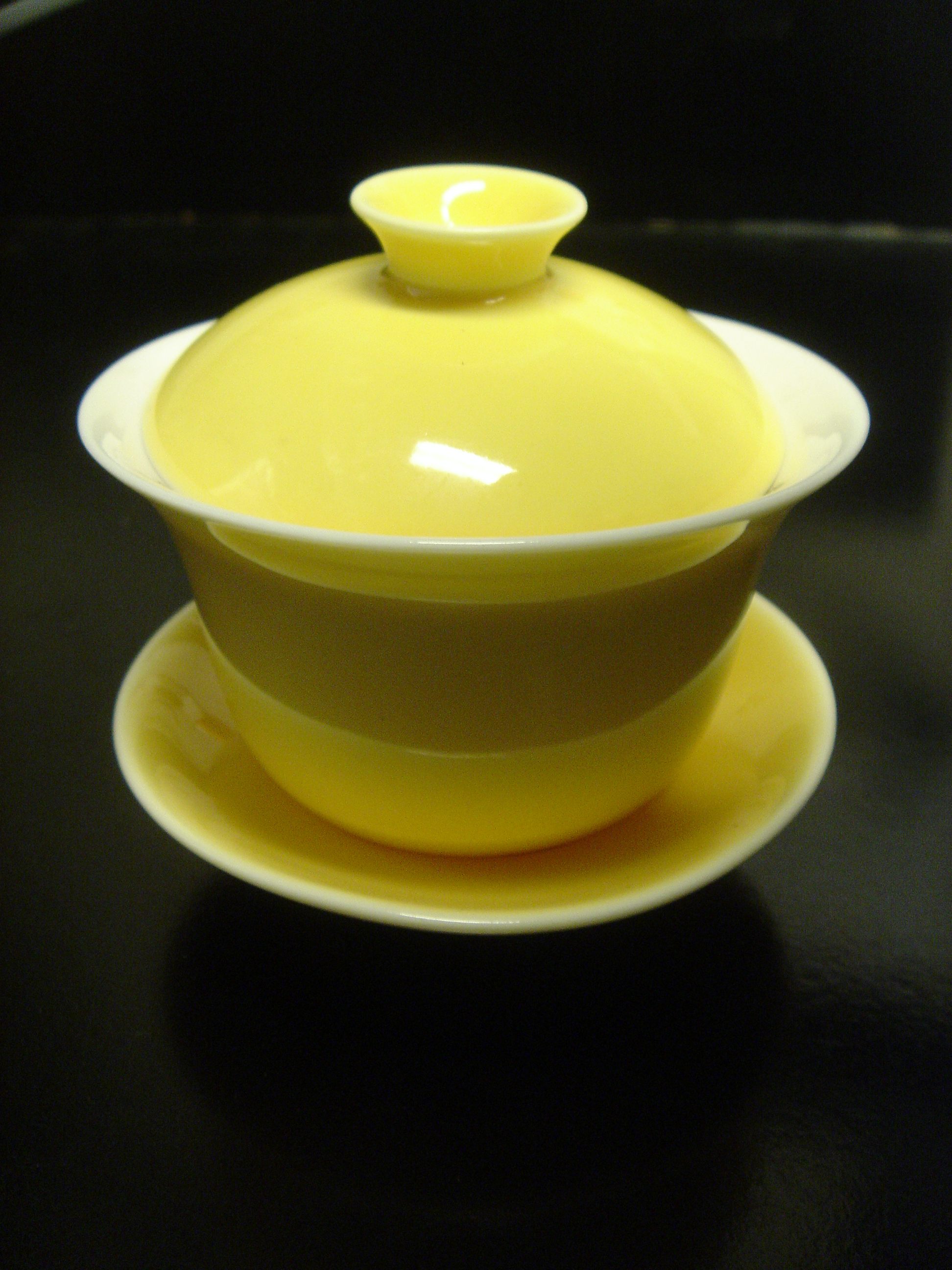
غاي وان من البورسلين
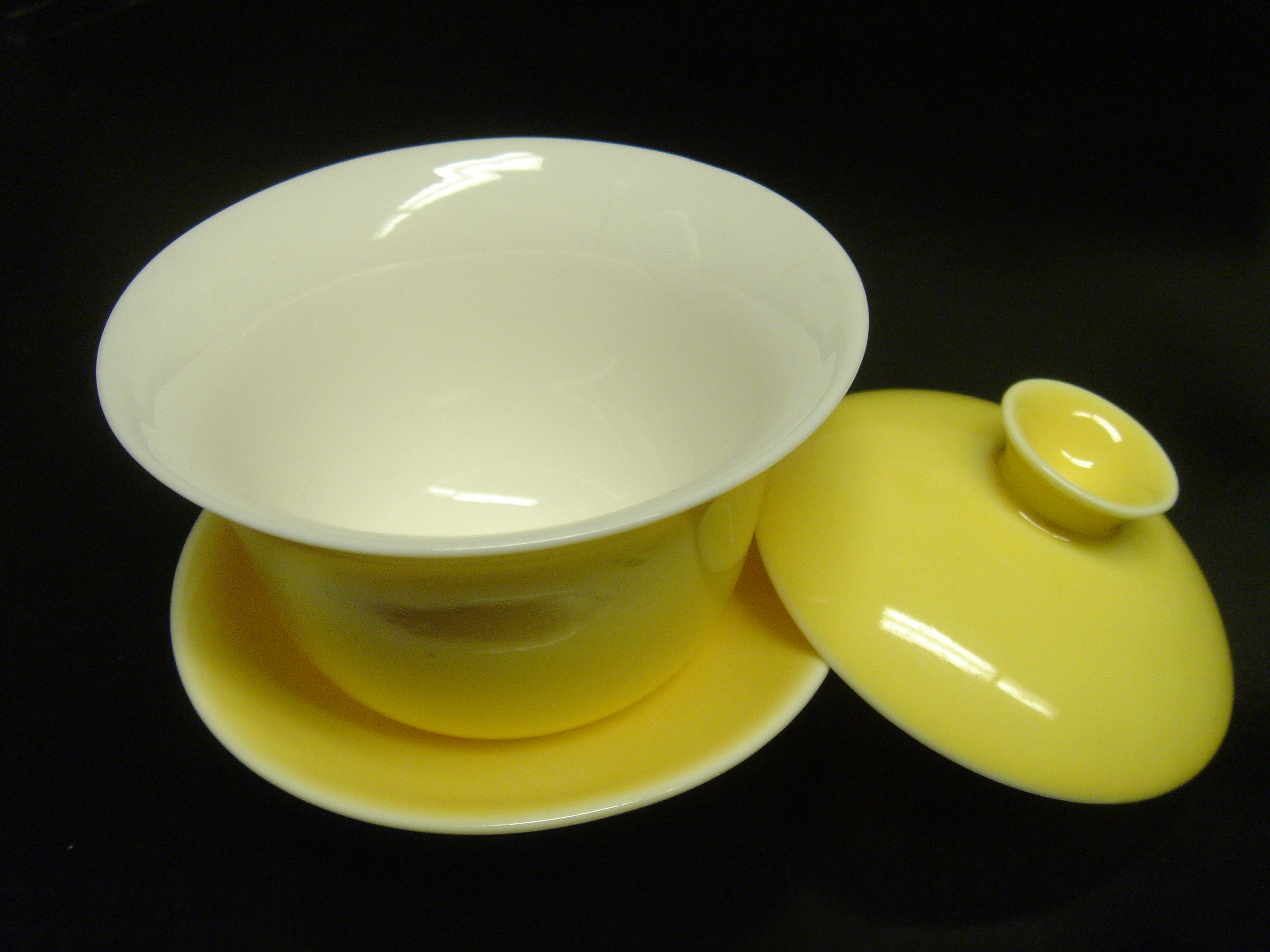
نفس الشيء، تم إزالة الغطاء
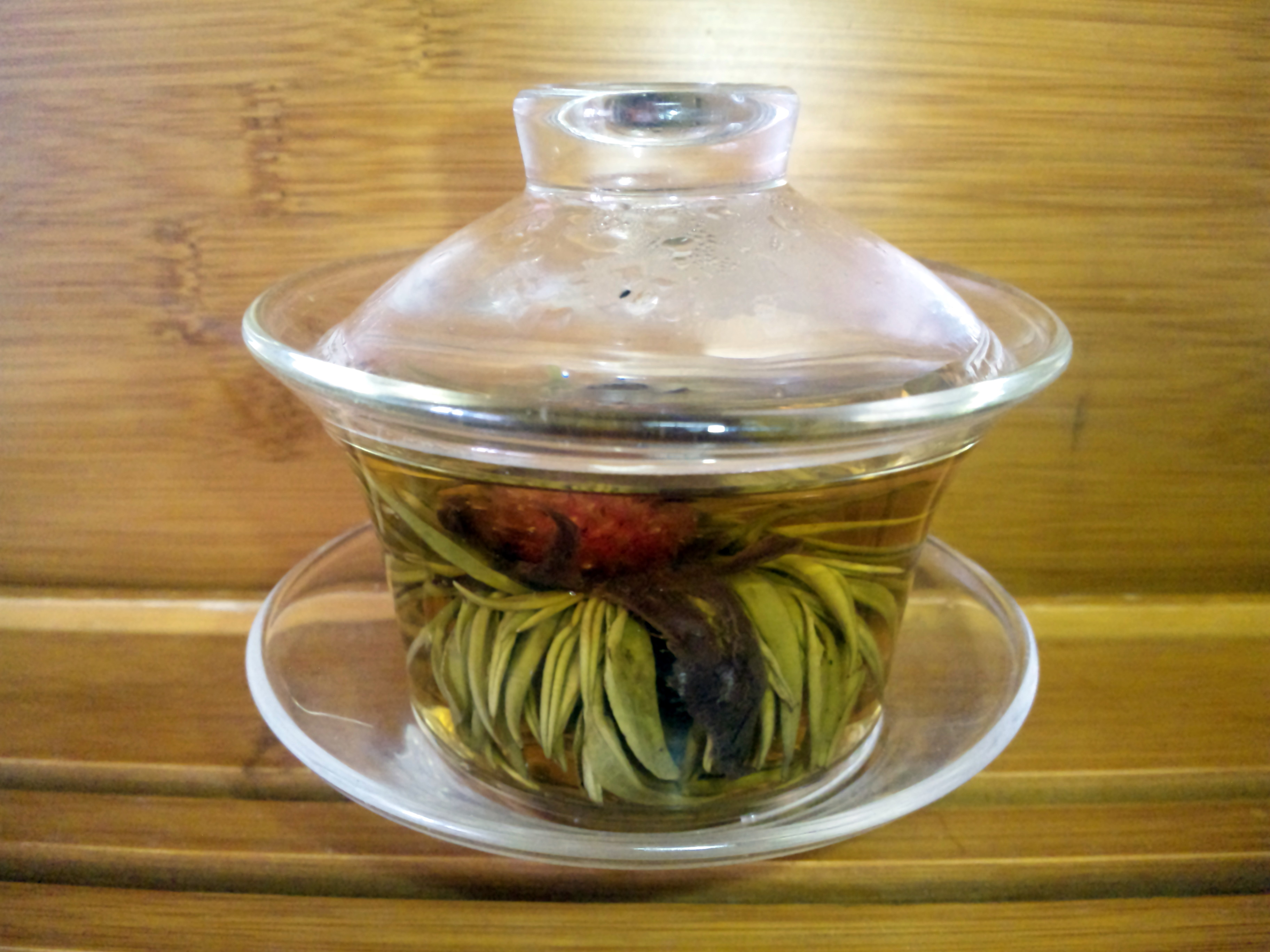
غاي وان زجاجي، مع شاي مزهر ، مغطى بالنقع
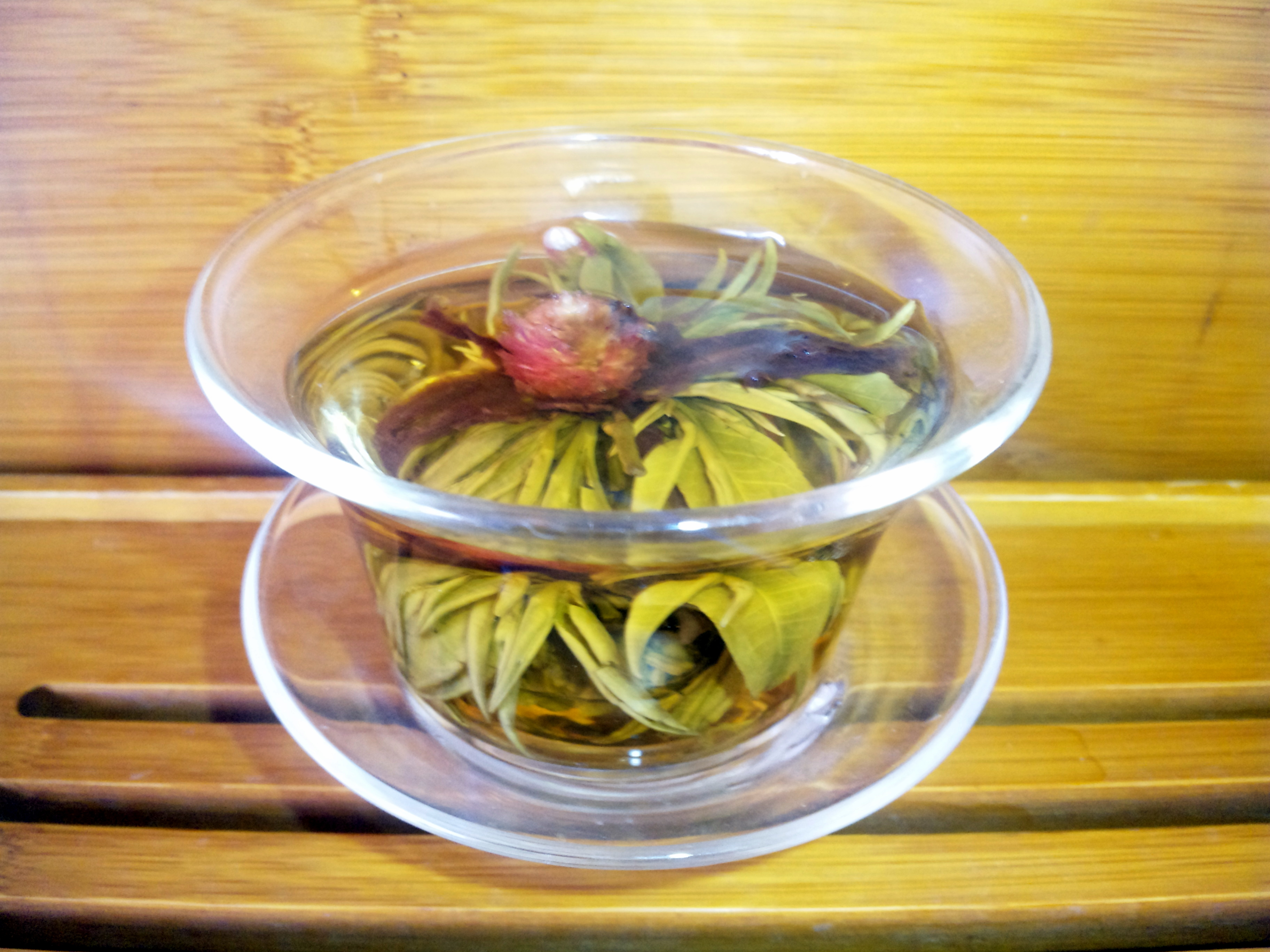
نفس الشيء، بدون غطاء